# Södergarn, Erken
Södergarn är den största ön i sjön Erken i Norrtälje kommun. Södergarn är långsmal och cirka 25 hektar stor. Ön är sedan 2003 ett Natura 2000-område. Södergarn är även naturreservatsskyddat.
Reservatet och Natura 2000-områdets yttergränser sammanfaller helt.
I länsstyrensens bevarandeplan beskrivs ön sålunda:
"Marken på ön Södergarn är svagt kuperad, blockrik och med inslag av hällar. Morän dominerar på höjderna och finjord i svackorna. Vid Södergarnsviken på den södra delen av ön finns ett fuktigt parti.
Hela ön är skogbevuxen. På den västra delen växer en medelålders ädellövskog som har utvecklats fritt under flera decennier och som därmed uppvisar en naturskogs karaktärsdrag. Den är mycket variationsrik både vad gäller artsammansättning och ålderstruktur och här finns en stor mängd död ved i olika dimensioner och nedbrytningsstadier. Träd- och buskskiktet utgörs av lind, ek, ask, alm, lönn, tall, gran, björk, rönn, skogstry, måbär och hassel. I de centrala delarna av ön är lind det helt dominerande trädslaget. En mindre del i den norra delen har ett relativt sett större inslag av gran samt triviallöv, främst asp och björk. Längs den norra strandlinjen finns även några mindre insprängda partier med mycket uppväxande aspar.
En del ekar, tallar, granar och björkar är mycket gamla och grova. Dessa vittnar om att kronskiktet bakåt i tiden troligtvis varit något glesare än idag. Av dessa står en del idag på sina ställen trängda av uppväxande buskar och träd.
Ädellövskogen har ett mycket högt naturvärde med en rik lundflora, exempelvis tandrot, sårläka, hässlebrodd, tvåblad, lungört, vårärt och storrams. I partier med stort ljusinsläpp finns även mer ljuskrävande växter såsom slåtterfibbla, nattviol och tjärblomster. Tack vare den relativt stora mängden död ved och gamla, grova träd är även kryptogamfloran rik. Ett flertal rödlistade (hotade) arter samt signalarter noterats i området, däribland koralltaggsvamp, oxtungssvamp och gul dropplav.
Den östra delen av området avverkades för omkring 25 år sedan. Idag domineras denna del av klena, unga aspar med inslag av björk, klibbal, lind och ek. Äldre ekar sparades vid avverkningen och dessa står idag utspridda i den täta lövungskogen. Skogen här har börjat självgallra vilket har resulterat i förekomst av död ved."